# Raspailia tenuis
Raspailia tenuis är en svampdjursart som beskrevs av Ridley och Arthur Dendy 1886. Raspailia tenuis ingår i släktet Raspailia och familjen Raspailiidae.
Artens utbredningsområde är havet utanför Brasilien. Inga underarter finns listade i Catalogue of Life.